# Alpharetta
Alpharetta è una città degli Stati Uniti d'America, situata nella contea di Fulton nello Stato della Georgia.

## Amministrazione

### Gemellaggi
- Piatra Neamț